# 公安調査庁設置法
公安調査庁設置法（こうあんちょうさちょうせっちほう、昭和27年7月21日法律第241号）は、公安調査庁の組織と公安調査官の職務に関する日本の法律である。
所管官庁は、法務省である。

## 構成
- 第1章 -　総則（第1条-第4条）
- 第2章 -　削除
- 第3章 -　削除
- 第4章 -　地方支分部局（第11条-第13条）
- 第5章 -　職員（第14条-第17条）
- 附則